# آلبرت کونتی
آلبرت کونتی (انگلیسی: Albert Conti؛ ۲۹ ژانویهٔ ۱۸۸۷ – ۱۸ ژانویهٔ ۱۹۶۷) یک هنرپیشه اهل اتریش - ایالات متحده آمریکا بود.
از فیلم‌ها یا برنامه‌های تلویزیونی که وی در آن نقش داشته است می‌توان به جنگ‌های صلیبی، مراکش، عجیب‌الخلقه‌ها، فتح، سه دختر زرنگ، نمایش مردم، کمدی انسانی، سوئز، عقاب، بربرها اشاره کرد.